# Melanitis pitya
Melanitis pitya är en fjärilsart som beskrevs av Hans Fruhstorfer 1911. Melanitis pitya ingår i släktet Melanitis och familjen praktfjärilar. Inga underarter finns listade i Catalogue of Life.